# Holywell Street

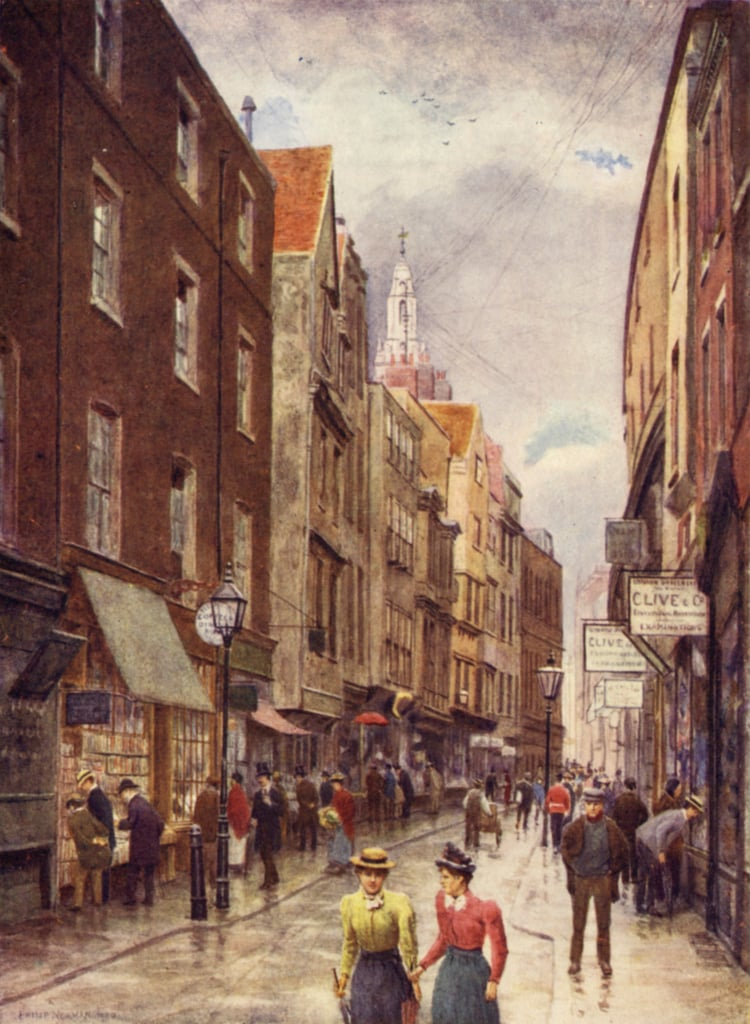
Holywell Street um 1900 (Lithographie von Philip Norman)

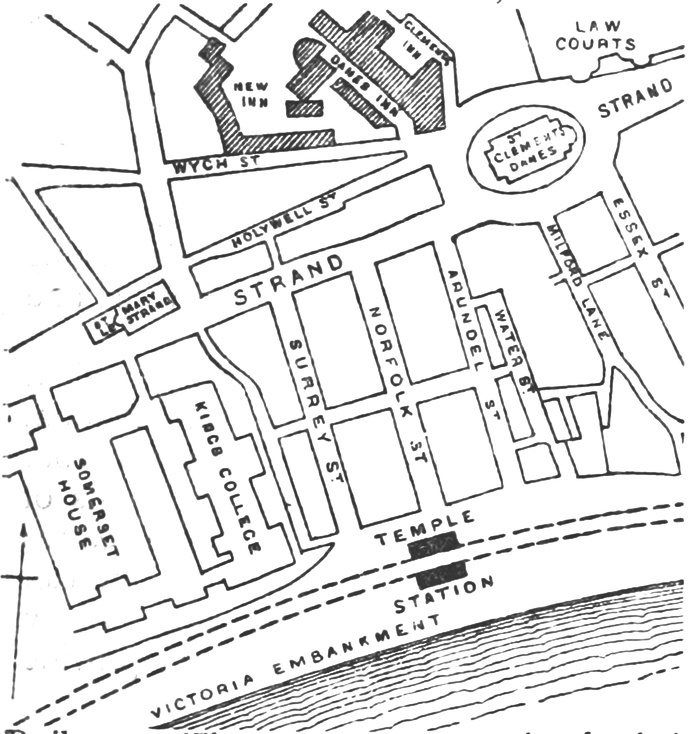
Stadtplanausschnitt London 1888 mit Holywell und Wych Street

Holywell Street war eine ehemalige Straße im Londoner Stadtteil City of Westminster. 
Sie verlief von St Mary le Strand im Westen bis zu St Clement Danes im Osten. Der Name soll sich auf einen Brunnen nördlich von St Clement („holy well“) beziehen, auch bekannt als St Clement’s Well.
Bei der Erweiterung des Strand zum Aldwych um 1900 wurde die Holywell Street zusammen mit der parallel verlaufenden Wych Street überbaut. Heute befindet sich an der Stelle die Australian High Commission, die diplomatische Vertretung Australiens in London.
Im 19. Jahrhundert war die Holywell Street wie auch die Wych Street bekannt als Bookseller’s Row wegen der zahlreichen Buchhandlungen und Antiquariate und notorisch als das Londoner Zentrum für den Handel und die Produktion von Pornographie und anderer klandestin produzierter Literatur.
Verleger von Pornographie wie George Cannon und William Dugdale betrieben von hier aus ihre Geschäfte und hatten hier ihre diversen, unter wechselnden Firmen und Anschriften und von verschiedenen Strohmännern betriebene Verkaufsstellen für obszönes und radikales Schrifttum. Der Obscene Publications Act von 1857, auch bekannt als Lord Campbell’s Act, zielte direkt auf die Pornographie-Händler in der Holywell Street, wo dann auch immer wieder Razzien stattfanden, denen die Händler mit ausgeklügelten Maßnahmen begegneten, darunter einem Frühwarnsystem, das ihnen einige Minuten Zeit verschaffte, in denen sie sich in ihren Läden verbarrikadieren und einige besonders problematische Druckerzeugnisse vernichten konnten.
Es half aber nichts. Gegen Ende des 19. Jahrhunderts waren die Pornographen aus der Holywell Street verschwunden und weiter Richtung Charing Cross und Soho gezogen. 1887 heißt es:

„It is only fair to add that during the last few years the character of the street has shown a marked improvement, owing to the stringent enforcement of Lord Campbell’s Act against the sale of bad books and prints, for which formerly this thoroughfare was a notorious market.“

„Fairerweise muss man hinzufügen, dass sich der Charakter der Straße in den letzten Jahren deutlich verbessert hat, was auf die strikte Durchsetzung von Lord Campbells Gesetz gegen den Verkauf von obszönen Büchern und Drucken zurückzuführen ist, für die diese Durchgangsstraße früher ein berüchtigter Markt war.“

Vor der Blütezeit der Pornographen von 1840 bis 1860 war die Holywell Street vor allem ein Zentrum für Stoffhändler und den Handel mit Seide. Nach dem Niedergang dieser Branche verblieb der Altkleiderhandel und die Hollywood Street galt als Bezugsquelle für billige Kleidung aus zweiter Hand.